# Pampusana
Pampusana (eerder: Alopecoenas Sharpe, 1899) is een geslacht van vogels uit de familie van de duiven (Columbidae). De wetenschappelijke naam van het geslacht is voor het eerst geldig gepubliceerd in 1855 door Lucien Bonaparte. Soorten uit het geslacht komen voor in de regenwouden van de Filipijnen, Indonesië en eilanden in de Grote Oceaan.
Dit geslacht is een afsplitsing van het geslacht Gallicolumba. In deze twee geslachten samen zitten twintig bekende soorten. Een aantal daarvan zijn uitgestorven of zijn ernstig bedreigd door de achteruitgang van hun leefgebied, de opkomst van uitheemse soorten of de jacht. Er zijn ook enkele soorten die zijn uitgestorven toen de mens zich ging vestigen op de eilanden in de Grote Oceaan. Hiervan zijn slechts fossielen overgebleven.

## Soorten
Dit geslacht telt in totaal dertien soorten, waarvan drie zijn uitgestorven:
- Pampusana beccarii  – Beccari's patrijsduif
- Pampusana canifrons  – Palaupatrijsduif
- Pampusana erythroptera  – Tahitiaanse patrijsduif
- Pampusana hoedtii  – Hoedts patrijsduif
- Pampusana jobiensis  – Witborstpatrijsduif
- Pampusana kubaryi  – Carolinenpatrijsduif
- Pampusana rubescens  – Markiezenpatrijsduif
- Pampusana sanctaecrucis  – Santa-Cruzpatrijsduif
- Pampusana stairi  – Stairs patrijsduif
- Pampusana xanthonura  – Marianenpatrijsduif

### uitgestorven
- † Pampusana ferruginea  – Tannapatrijsduif
- † Pampusana norfolkensis  – Norfolkpatrijsduif
- † Pampusana salamonis  – Diksnavelpatrijsduif